# 恐粪症
恐粪症是指人類或動物对粪便以及排泄物的恐惧和厌恶。有些人將粪便和排泄物視為一种文化禁忌而禁止討論。
包括牛、羊、马和驯鹿在內的许多食草动物在进食时都会避开粪便。灵长类动物在觅食時也會避開受粪便污染的地方。其實這也是動物為避免感染而採取的措施。